# John Fisher, I barone Fisher
John Arbuthnot Jackie Fisher, primo barone Fisher di Kilverstone (Ceylon, 25 gennaio 1841 – Londra, 10 luglio 1920), è stato un ammiraglio inglese.
Durante la sua carriera, lunga 60 anni, ha visto la Royal Navy evolversi dalla propulsione a vela alle nuove tecnologie, come i sottomarini, gli incrociatori da battaglia (dei quali fu il principale fautore) e le portaerei. Durante la prima guerra mondiale fu Primo Lord del Mare (l'equivalente del ministro della marina) e il comandante della flotta durante la battaglia dello Jutland fu John Jellicoe, formatosi sotto Fisher.
Fu il creatore delle Dreadnought ossia delle corazzate monocalibro, nuovo tipo di corazzate ideate nel 1902 da un italiano, l'ingegnere Vittorio Cuniberti. La prima corazzata che diede il nome al nuovo tipo, la Dreadnought, venne varata nel 1905 e venne citata anche nel manifesto del futurismo.